# HD1
HD1 — галактика в созвездии Секстанта, которая является одной из самых удалённых от Земли и одной из наиболее ранних (с момента Большого взрыва) галактик из известных науке по состоянию на 2024 год. Обнаружена астрономами Японии, Великобритании, Нидерландов и США при обработке наблюдений космического телескопа Спитцер и наземных телескопов Субару, VISTA, UK Infrared Telescope, продолжавшихся около 1200 часов. Сообщение об открытии опубликовано в архиве препринтов 16 декабря 2021 года. По данным спектроскопии её красное смещение (z) составляет 13,27, что соответствует сопутствующему расстоянию в 13,5 млрд световых лет и собственному расстоянию в 33,4 млрд световых лет от Земли. Предполагается, что галактика HD1 появилась через 330 млн лет после Большого взрыва. Также была обнаружена галактика HD2 (в созвездии Кита), которая находится почти так же далеко как и HD1. Ранее с 2016 по 2022 год самой удалённой из известных галактик была GN-z11 с красным смещением 11,09. Согласно первооткрывателям, если данные спектроскопии будут подтверждены, оба источника (HD1 и HD2) станут ценным источником знаний о Вселенной на ранее недоступных параметрах красных смещений. Исследователи ожидают более подробного изучения галактики после начала работы космических телескопов «Джеймс Уэбб», «Нэнси Грейс Роман» и GREX-PLUS. Исследователи предполагают, что в галактике HD1 могут быть обнаружены первые видимые звёзды населения III, то есть первое поколение звёзд после Большого взрыва.